# Femme à la mandoline (Matisse)
Pour les articles homonymes, voir Femme à la mandoline.
Femme à la mandoline est un tableau réalisé en 1921-1922 par le peintre français Henri Matisse. Cette huile sur toile représente une femme une mandoline à la main debout devant une fenêtre ouverte donnant sur le quai des États-Unis, à Nice. Partie de la collection Jean Walter et Paul Guillaume, l'œuvre est conservée au musée de l'Orangerie, à Paris.